# Ine Schäffer
Pour les articles homonymes, voir Schäffer.
Inga Schäffer dite Ine, née Mayer-Bojana le 28 mars 1923 et morte le 19 mars 2009, est une athlète autrichienne qui a été médaillée olympique au lancer du poids.

## Biographie
Ine Mayer-Bojana a été sacrée championne d'Autriche du lancer du poids et du disque en 1943. Aux championnats d'Allemagne elle se classait, toujours en 1943, deuxième derrière Lilli Unbescheid.
Après la Seconde Guerre mondiale, Ine Schäffer remportait en 1948 les titres nationaux du poids et du disque. Aux Jeux olympiques de 1948 à Londres, elle a remporté le bronze au lancer du poids en battant le record national avec 13,08 m, derrière la Française Micheline Ostermeyer (13,75 m) et l'Italienne Amelia Piccinini (13,10 m).
Ine Schäffer a battu entre 1943 et 1950 cinq fois le record d'Autriche du lancer du poids. Ses meilleures performances étaient de 13,27 m au poids (1950) et 42.53 m au disque (1949).

## Palmarès

### Jeux olympiques
- Jeux olympiques de 1948 à Londres (Royaume-Uni)
  -  Médaille de bronze au lancer du poids

## Sources
- (de) Cet article est partiellement ou en totalité issu de l’article de Wikipédia en allemand intitulé « Ine Schäffer » (voir la liste des auteurs).